# لم (جنس)
اللُّمّ هو جنس من الطيور البحرية من فصيلة الأوك يُعرف في أوربة باسم الغلموت، وفي معظم أمريكا الشمالية باسم المور، وفي نيوفوندلند ولبرادور باسم التور. هذه طيور متوسطة الحجم ذات ريش بني أو أسود في موسم التكاثر. تتكاثر على سواحل شمال المحيط الأطلسي والمحيط الهادئ.

## الأنواع
- مور شائع
- مور غليظ المنقار